# Radenac
Radenac település Franciaországban, Morbihan megyében. Lakosainak száma 1067 fő (2022. január 1.). Radenac Pleugriffet, Lantillac, Buléon, Saint-Allouestre, Moréac és Réguiny községekkel határos.

## Népesség
A település népességének változása:
| Lakosok száma | 1004 | 807  | 832  | 932  | 1000 | 1035 | 1059 | 1067 | 1067 | 1067 |
|               | 1968 | 1982 | 1990 | 2006 | 2013 | 2015 | 2017 | 2019 | 2020 | 2022 |